# IPhone

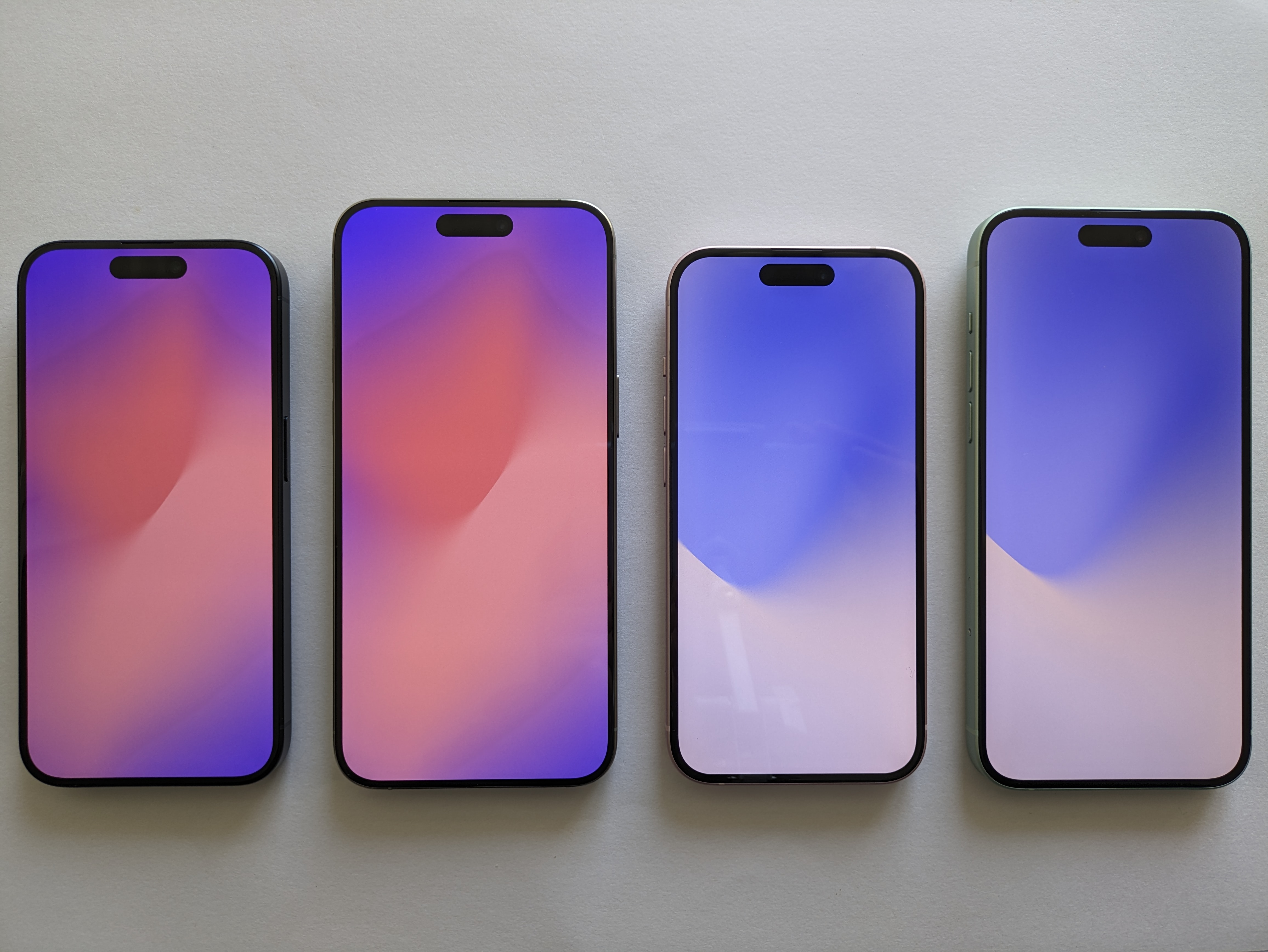
iPhone 15

iPhone este un telefon mobil de tip smartphone. A fost anunțat de către Steve Jobs, fost CEO al companiei americane Apple, Inc., în timpul discursului său de la Macworld Conference & Expo de la 9 ianuarie 2007. iPhone are suport pentru push e-mail, telefonie mobilă GSM, SMS, navigare web. În plus este dotat cu un ecran de tip touchscreen (tactil) , include funcțiile găsite și la playerele media de tip iPod și rulează o variantă a sistemului de operare Mac OS X, numită actualmente iOS.
Capabilitățile iOS sunt un element cheie al succesului pe piață al iPhone-urilor.
iPhone este cel mai vândut gadget din toate timpurile, cu peste 215 milioane de unități livrate până în vara anului 2012.
Dispozitivul este un telefon mobil de generație 4G, quad band, GSM, EDGE. Este echipat cu Wi-Fi (802.11b/g/n) și Bluetooth 4.2, precum și cu o cameră foto de 12 megapixeli.
Are suport pentru rotirea automată a imaginii pe verticală sau orizontală.
iPhone nu dispune de o tastatură fizică, intoducerea informației realizându-se prin intermediul interfeței software de tip grafic, implementată cu ajutorul ecranului tactil (sensibil la atingere).
iPhone a fost lansat în Statele Unite la data de 29 iunie 2007, fiind disponibil în magazinele companiilor Apple (v. Apple Store) și AT&T. Modelul inițial a căpătat ulterior denumirea „iPhone 2G”.
La 11 iulie 2008 Apple a lansat modelul „iPhone 3G”, compatibil cu standardul GSM 3G și cu GPS asistant. În România terminalul iPhone 3G a fost lansat la Orange la 22 august 2008, iar în Republica Moldova acesta este distribuit oficial de Orange Moldova începând cu 31 octombrie 2008.
Compania americană Cisco Systems deține marca înregistrată pentru iPhone și vinde o linie de telefoane sub numele (brand-ul) "Linksys"; problema nu a fost complet rezolvată până la momentul anunțului lui Jobs.
Modelul iPhone 4 a început să fie vândut în Europa la 24 iunie 2010. Acesta s-a vândut în peste 50 de milioane de exemplare, fiind unul dintre cele mai bine vândute telefoane din lume.
Modelul iPhone 4S a început să fie vândut în Europa la 14 octombrie 2011.
Modelul iPhone 7 este cel mai nou device al celor de la Apple,acesta fiind dotat cu cel mai preformat procesor de pe un telefon mobil.
Modelul iPhone X a fost anuntat pe data de 12 septembrie 2017, alaturi de iPhone 8 si iPhone 8 Plus la Steve Jobs Theatre din noul Apple Park campus.

## Specificațiile finale

### Butoane de control externe
- Volum 0-14
- Ringer / Silent
- Power / Lock

### Dimensiuni fizice
- 115 x 61 x 11,7 mm
- Greutate: 125 grame
- Input: prin ecranul multi-touch
- Sistem de operare: iOS
- Dimensiunea ecranului: o diagonală de 89 mm (3,5 țoli)
- Rezoluția ecranului: 320 x 480 px la 160 ppi
- Memorie: 8,16, 32 sau 64 GB

### Modul GSM
GSM - Quad-band (MHz: 850, 900, 1800, 1900)
- Wireless: Wi-Fi (802.11b/g) + EDGE + Bluetooth 2.0 (doar pentru căști)
- Camera - Spate: 8,0 MP Fata: 2,0 MP

### Acumulator
- pe bază de litiu
- până la 5 ore de convorbiri / video / navigare în web
- 25 de ore de video

## Conectori
- conector de iPod cu 30 de pini (iPhone 5 conector Lightning)
- conector de 3,5 mm pentru audio și suport pentru microfon
- SIM
- minidifuzor și microfon încorporate

## Specificațiile inițiale, de la prezentarea din ianuarie 2007
- Formarea numerelor de telefon prin recunoașterea vocii și navigare web
- Acoperirea lentilelor de foto cu un strat rezistent la zgârieturi
- Interfață grafică (GUI) cu selectarea icoanelor grafice
- Wi-Fi (802.11 b/g) integrat, EDGE și Bluetooth 2.0 cu EDR și A2DP
- detectarea poziției prin intermediul sateliților GPS[10]
- cameră de 2 megapixeli
- Rulează o variantă de OS X (nu a fost clar cât de diferit este față de sistemul de operare Apple Mac OS X)
  - browser web: Apple Safari
  - un motor pentru widget-uri (nu a fost clar cât de diferit este față de Mac OS X Dashboard)
- Funcționalitatea de redare de muzică, video și foto este ca și la iPod, dar pe un ecran de dimensiuni mai mari
  - funcționalitatea iPod pentru interfața Cover Flow și efecte 3D
- interfața grafică deosebită l-a făcut imediat unul din cele mai iubite telefoane mobile din lume.

Începând din iunie 2010 e disponibilă pe piață a 4-a generație de iPhone: iPhone 4, iar mai târziu iPhone 4S.

## App Store
Apple are cel mai vast magazin online de aplicații pentru telefoane mobile din lume - App Store - cu peste 350.000 de aplicații, acestea înregistrând peste 10 miliarde de descărcări (download) la nivel global.
App Store atrage peste 30,5 milioane de download-uri de aplicații zilnic, echivalentul a circa 350 aplicații pe secundă.
Prin comparație, magazinul similar al Nokia, Ovi, atrage circa 1,5 milioane descărcări în fiecare zi, echivalentul a 22 aplicații pe secundă.

## Securitate
În septembrie 2016, s-a demonstrat că se poate trece peste parola telefoanelor iPhone prin atac de tip "NAND mirroring".

## Controverse
În aprilie 2011 doi cercetători din domeniul securității IT au descoperit că sistemele de operare ale aparatelor iPhone, iPad și iPod touch ale companiei americane Apple conțin un fișier care înregistrează detaliat locul în care se află posesorul pe parcursul unei perioade de luni sau chiar ani.
Alte surse de încredere indică faptul că aceste date sunt transmise imediat la Apple, în secret și fără știința posesorului, prin rețeaua celulară; Apple le colecționează asiduu începând încă din 2008. În multe țări din lume această activitate este ilegală. Vezi un articol din săptămânalul german Der Spiegel, apărut în numărul de la 20 iulie 2010 .

## Istoric și disponibilitate
Tabelul de mai jos indică diferențele dintre „generațiile” telefoanelor Apple:
| Legend: | Discontinued and unsupported | Discontinued, though still supported, but not upgraded | Discontinued, but still supported and upgraded | Current or still sold                   |                                                         |
| \| Legendă: \| Întrerupt și neacceptat \| Întrerupt, dar încă acceptat \| Curent sau încă vândut \| *Este necesar un contract pe 24 de luni \| **30 USD reducere cu ofertele speciale ale operatorului \| |                              |                                                        |                                                |                                         |                                                         |
| Legendă: | Întrerupt și neacceptat      | Întrerupt, dar încă acceptat                           | Curent sau încă vândut                         | *Este necesar un contract pe 24 de luni | **30 USD reducere cu ofertele speciale ale operatorului |

| Legendă: | Întrerupt și neacceptat | Întrerupt, dar încă acceptat | Curent sau încă vândut | *Este necesar un contract pe 24 de luni | **30 USD reducere cu ofertele speciale ale operatorului |